# Oido állomás
Oido állomás a szöuli metró 4-es és Szuin (Suin) vonalának állomása; Sihung (Siheung) városában, Kjonggi (Gyeonggi) tartományban található.

## Viszonylatok
| 4-es vonal                                      | 4-es vonal           | 4-es vonal                             |
| ----------------------------------------------- | -------------------- | -------------------------------------- |
| Csongvang (Jeongwang) Tanggoge (Danggogae) felé | személyvonat         | végállomás                             |
| Szuin (Suin) vonal                              |                      |                                        |
| végállomás                                      | Szuin (Suin) szakasz | Tarvol (Darwol) Incshon (Incheon) felé |